# Tonarigumi

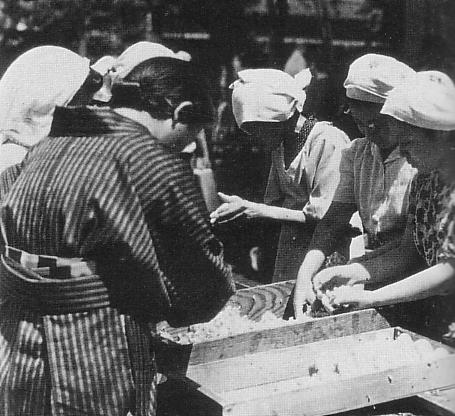
Amas de casa del Tonarigumi ayudando en la recolección de arroz (1945).

Los Tonarigumi (隣組?) fueron unas asociaciones creadas por el gobierno japonés durante la Segunda Guerra Mundial como parte del programa nacional de movilización civil. Traducible al español como "Asociaciones de vecinos", fueron creadas en 1940 y continuaron existiendo hasta comienzos de los años 1950. Estaban organizadas en unidades compuestas por 10-15 familias.

## Historia
Las asociaciones vecinales de ayuda mutua habían existido en Japón desde antes del Período Edo. El sistema se formalizó el 11 de septiembre de 1940 por orden del Ministro del Interior, durante el gobierno de Fumimaro Konoe, con la premisa de que la membresía a las mismas fuera obligatoria para cada casa. La pertenencia a los tonarigumi se hizo ineludible para muchos civiles dado que a través de ellas podían acceder a raciones de alimento, teniendo en cuenta la carestía de alimentos que existía. Unos meses después de su creación, en diciembre de 1940 ya se habían creado más de 1 millón de asociaciones vecinales en todo el país.
Cada unidad de los tonarigumi fue responsable de la asignación de bienes racionados, la distribución de bonos del gobierno, lucha contra incendios, salud pública y la defensa civil. También fueron responsables de la movilización nacional, la distribución de propaganda gubernamental, y la participación de las organizaciones en manifestaciones patrióticas. El gobierno también encontró útiles a las asociaciones de vecinos para el mantenimiento del orden público, estableciendo además una red de informantes del Tokkō. Así pues, a través de los tonarigumi y del movimiento nacionalista Taisei Yokusankai, el estado japonés logró mantener un control sobre la población y disponer además una especie de "policía secreta".
Además de en el territorio metropolitano de Japón, el modelo de las asociaciones de vecinos también se reprodujo en los territorios ocupados como Manchukuo, Mengjiang y en la China gobernada por Wang Jingwei.
Durante la ocupación norteamericana de Japón los tonarigumi todavía continuaron existiendo por algún tiempo, tolerados por las nueva administración, pero en 1947 fueron disueltas formalmente por las autoridades americanas. Las asociaciones de vecinos fueron refundadas en los modernos chonaikai, a pesar de que una ley japonesa de 1952 había dejado sin efecto la prohibición norteamericana.